# José Quintero
Pour les articles homonymes, voir Quintero.
José Quintero, né le 15 octobre 1924 à Panama et mort le 26 février 1999 à New York, est un réalisateur panamaéen.

## Filmographie sélective
- 1959 : Our Town (TV)
- 1961 : Le Visage du plaisir (The Roman Spring of Mrs. Stone)
- 1975 : Une lune pour les déshérités' (A Moon for the Misbegotten) (TV)